# Carpea
Carpea era una especie de danza muy en uso entre los enios y magnesios, pueblos de Tesalia. 
Uno de los danzantes dejaba sus armas y se ponía a labrar y sembrar pero dirigiendo siempre miradas inquietas a su espalda como un hombre que teme alguna cosa. Uu segundo remedaba la acción de un ladrón que se acerca cautelosamente. Apenas era visto del primero, tomaba inmediatamente éste sus armas y se trababa un combate en cadencia al son de una flauta en torno de ta carreta y de los bueyes. El raptor ganaba comúnmente la victoria, ataba al labrador y se llevaba los bueyes. A veces, el labrador obtenía también la victoria. 
El origen de este baile fue, según unos, la acción de Mercurio arrebatando los bueyes de Admeto y según otros, era un ejercicio instituido para acostumbrar a los habitantes del campo a que se defendieran contra las incursiones de los salteadores y de los enemigos.